# Транспирационный коэффициент
Транспирационный коэффициент — количество воды (в граммах), расходуемое на образование 1 г сухого вещества растения. Зависит от климатических и почвенных условий, а также от вида растений, может варьировать от 200 до 1000 и более.
Транспирационный коэффициент необходим для вычисления поливных норм для орошаемых культур в разных почвенно-климатических условиях и рационализации приёмов орошения. Коэффициент уменьшается с улучшением условий питания, увлажнения, с повышением плодородия почвы и уровня агротехники. Величину, обратную транспирационному коэффициенту, называют продуктивностью транспирации.